# Gymnosporangium fraternum
Gymnosporangium fraternum är en svampart som beskrevs av F. Kern 1911. Gymnosporangium fraternum ingår i släktet Gymnosporangium och familjen Pucciniaceae.   Inga underarter finns listade i Catalogue of Life.